# Dyer (Nevada)
Pour les articles homonymes, voir Dyer.
Dyer est une census-designated place (CDP) située dans le comté d'Esmeralda, dans l’État du Nevada, aux États-Unis. D'après le recensement de 2020, sa population est de 232 habitants.